# ابراهیم ابرقویی
ابراهیم ابرقویی‌نژاد (زادهٔ ۶ مارس ۱۹۸۵) یک بازیکن فوتبال اهل ایران است.